# بيدرو شاكون
بيدرو شاكون (بالإسبانية: Pedro Chacón)‏ هو باحث في تاريخ العصور الكلاسيكية ورياضياتي ومؤرخ ومترجم إسباني، ولد في 1526 في طليطلة في إسبانيا، وتوفي في 1581 في روما في إيطاليا.